# パンドラの箱 (新田純一の曲)
「パンドラの箱」（パンドラのはこ）は、1983年6月21日に発売された新田純一のシングル。

## 概要
表題曲「パンドラの箱」は、1983年6月から7月までNHKの「みんなのうた」で放送された楽曲。
また、NHK総合テレビで放送された『少年ドラマシリーズ』最終作『だから青春 泣き虫甲子園』のEDテーマとしても使用された。
画面には『泣き虫甲子園』出演者の新田純一や森尾由美などが登場する映像を使用している。

## 収録曲
1. パンドラの箱（3分15秒）
作詞：尾関昌也／作曲：尾関裕司／編曲：馬飼野康二
2. メチャメチャむなしい（3分8秒）
作詞：三浦徳子／作曲：芹澤廣明／編曲：矢野立美